# Brad Camp
Brad Camp (eigentlich Bradley Dale Camp; * 25. Dezember 1964 in Victoria, Australien) ist ein ehemaliger australischer Marathonläufer.

## Karriere
1987 wurde er Dritter beim Peking-Marathon in 2:12:52 h und qualifizierte sich damit für die Olympischen Spiele 1988 in Seoul, bei denen er auf Rang 41 einlief. 1989 wurde er als Gesamtsieger beim Gold-Coast-Marathon australischer Meister. Mit seiner persönlichen Bestzeit von 2:10:11 h stellte er dabei einen Streckenrekord auf, der bis heute ungebrochen ist. Bei den Commonwealth Games 1990 belegte er den 19. Platz.
1989 und 1990 errang er den nationalen Titel im Straßenlauf über 15 km. Bei den Crosslauf-Weltmeisterschaften kam er 1987 auf Platz 108 und 1988 auf Platz 75.

## Persönliche Bestzeiten
- 15-km-Straßenlauf: 43:51 min, 24. Juni 1989, Perth
- Marathon: 2:10:11 h, 23. Juli 1989, Gold Coast